# Saba comorensis
Saba comorensis är en oleanderväxtart som först beskrevs av Wenceslas Bojer, och fick sitt nu gällande namn av Marcel Pichon. Saba comorensis ingår i släktet Saba och familjen oleanderväxter. Inga underarter finns listade i Catalogue of Life.